# 修斗
修斗，是一個由日本職業摔角選手佐山聰於1985年所創立的格鬥組織，是由Shooto Wrestling所獨立出來的一個格鬥技團體。修斗一般被歸類於總合格鬥技的範圍，選手也都被視為是總合格鬥技的選手。佐山聰將修斗的格鬥模式分為投、打、極三個部分。選手參加修斗的比賽，一般是以擊倒、對手投降、裁判終止比賽以及點數判定來決定勝利者。

## 规则
修斗會在日本各地舉辦比賽，而修斗將選手分為四個等級ABCD。体重并不作为分级的标准。

### C级和D级
C級與D級選手被視為是業餘選手，比賽的時間分別為2回合三分鐘與2回合兩分鐘，D級選手的比賽不允許使用膝蓋攻擊頭部與地板打擊，但是C級比賽則放寬規則允許使用膝蓋攻擊頭部。每年都會有數名地區性的業餘冠軍與全日本業餘冠軍經由比賽產生。

### A级和B级
A級與B級的選手則被歸類為職業選手，B級選手比賽的時間為二回合五分鐘，所使用的規則與A級選手相同。當選手在B級比賽累積了足夠的勝利場數與經驗之後，將可以拿到A級選手執照。A級選手比賽時間為3回合五分鐘，且A級選手一般都被視為是精英級的職業格鬥技選手。

## 创立与背景
佐山聰於1985年創立Shooto，原本他是一名職業摔角選手，為追求更接近於真實格鬥的比賽，所以離開摔角界。不同於當時日本的職業摔角聯盟的比賽，Shoot的比賽結果往往都是無法預測的。